# River Farg
Der River Farg ist ein kleiner rechter Nebenfluss des River Earn innerhalb von Perth and Kinross, im Zentrum von Schottland.

## Lauf
Der Ursprung des Flusses ist ein Wasserreservoir in Glen Farg; von hier aus windet sich der Wasserlauf entlang von Straßen und Bauernhöfen, und die Bebauung zwingt ihn an vielen Stellen dazu, seinen natürlichen Lauf zu wechseln. Sein Lauf endet an der Mündung in den River Earn. Die wichtigsten Zuflüsse sind Eastertown March Burn, Binn Burn and Dron Burn.

## Etymologie
Der Name Farg bezieht sich vermutlich auf die altirische Adaption des britannischen Wortes wergā, was „Ärger“ bedeutet (c.f. Walisisch gwery).

## Geschichte
Der Fluss bildete einst die Grenze der Lordship and Barony of Balvaird.
Im Mai 2014 wurde der Fluss mit Aluminiumsulfat  verseucht, wodurch fast der gesamte Fischbestand zugrunde ging. Scottish Water wurde wegen des Zwischenfalls mit einer Strafe von £8000 belegt.

## Belege
1. ↑  River Farg. In: The Gazetteer for Scotland. Abgerufen am 22. April 2024 (englisch).
2. ↑  Guto Rhys: Approaching the Pictish language: historiography, early evidence and the question of Pritenic. In: University of Glasgow. University of Glasgow, April 2015, abgerufen am 22. April 2024 (englisch).
3. ↑   Scottish Water fined over pollution In: BBC News, British Broadcasting Corporation, 24. Februar 2015. Abgerufen am 2. April 2024 (englisch).